# Euphorbia tarapacana
Euphorbia tarapacana är en törelväxtart som beskrevs av Rodolfo Amando Philippi. Euphorbia tarapacana ingår i släktet törlar, och familjen törelväxter. Inga underarter finns listade i Catalogue of Life.